# Hohner-Konservatorium
Das Hohner-Konservatorium ist eine staatliche Ersatzschule zur Ausbildung von Akkordeonlehrern. Träger der Einrichtung ist die Matth. Hohner GmbH.

## Geschichte
Entgegen einem später aufgekommenen Gründungsmythos wurde das Hohner-Konservatorium nicht 1931, sondern 1935 gegründet. In den Jahren davor hatte es lediglich informelle Vorbereitungskurse für die Lehrerprüfung des 1931 gegründeten Deutschen Harmonika-Verbandes gegeben, aber keine schulische Organisation.
Zum 1. April 1935 trat Hugo Herrmann in die Dienste des zum weltgrößten Akkordeonhersteller aufgestiegenen Unternehmens Matth. Hohner AG, um Leiter der im Aufbau befindlichen Hohner-Handharmonikaschule zu werden. Ab 1940 stand nach mehrjährigem Umbau das Schulhaus auf der Löhr (eine ehemalige Volksschule, die Hohner 1923 gekauft hatte) als Gebäude für die Harmonikaschule zur Verfügung. 1942 wurde die Harmonikaschule von der Stadt Trossingen übernommen und in Städtische Musikschule Trossingen umbenannt, wobei die Stadt die Firma Hohner mit dem Betreiben der Schule beauftragte; Hugo Hermann blieb weiterhin Schulleiter.
1948 wurde der Schule die staatliche Anerkennung ausgesprochen.
Nachdem die Musikschule in den Nachkriegsjahren eine hohe Auslastung erreicht hatte, ging ab 1958 die Schülerzahl erstmals zurück und sank bis 1961 von 64 auf nur fünf. Um gegenzusteuern wurden verschiedene Maßnahmen erwogen, umgesetzt wurde unter anderem die Einführung eines zusätzlichen kürzeren und einfacheren Studiengangs „Seminar B“. Auch führte die erstmals 1962 durch Armin Fett eingeführte „Osterarbeitswoche“ mit meist hunderten Teilnehmern zu einer erhöhten öffentlichen Wahrnehmung für die Schule.
Seit 1980 baute Hans-Günther Kölz an der bis dahin überwiegend auf traditionelle Musik fokussierten Musikschule den für Rock, Pop und Jazz offenen Studiengang „Popularmusik“ aus. 1985 erfolgte die Umbenennung von „Städtische Musikschule Trossingen“ in „Hohner-Konservatorium Trossingen“.
Der seit 1985 amtierende Hohner-Geschäftsführer Johann Schmid forderte 1987 gravierende Veränderungen, unter anderem eine Verkürzung der Studienzeit. Nach einhelligen Protesten aus der Fachwelt zog Schmid seine Pläne zurück, dennoch wurde der Ruf des Konservatoriums durch die Pläne „reichlich ramponiert“.
Nachdem die Matth. Hohner AG seit den 1960er Jahren einen kontinuierlichen wirtschaftlichen Niedergang erlebt hatte, personell stark geschrumpft war und sich mittlerweile mehrheitlich im Besitz eines taiwanesischen Investors befand, war das Unternehmen Ende der 1990er Jahre nicht mehr in der Lage, die trotz staatlicher Zuschüsse hohen Kosten des Konservatoriums zu tragen. So erhielten alle Lehrkräfte auf Ende März 1999 die Kündigung. Die drohende Schließung des damals von rund 50 Schülern besuchten Konservatoriums konnte abgewendet werden, da sich der Landkreis Tuttlingen, die Stadt Trossingen und die Hohner AG im November 1999 darauf einigten, es künftig gemeinsam in Form einer GmbH zu betreiben; das Land Baden-Württemberg erkannte das Konservatorium als berufliche Ersatzschule an. Im Jahr 2009 erfolgte der Umzug des Hohner-Konservatoriums aus dem Schulhaus auf der Löhr in den benachbarten Bau V des Hohner-Areals.
Der ab 2019 amtierende Geschäftsführer des Konservatoriums Bernhard van Almsick (* 1962) reichte Mitte 2022 seine Kündigung ein, nachdem seine Amtsführung (insbesondere die Entlassung langjähriger Mitarbeiter und der Rückzug des Konservatoriums aus öffentlichkeitswirksamen Veranstaltungsreihen) zu Konflikten geführt hatte. Aufgrund geringer Bewerberzahlen bemühte sich die Stadt Trossingen 2022/23 um eine Reform der Ausbildung am Hohner-Konservatorium und schlug eine enge Kooperation mit der Bundesakademie für musikalische Jugendbildung sowie eine Umwandlung von der Ersatzschule zu einer hochschulähnlichen Ausbildung vor, was aber von der Firma Hohner abgelehnt wurde. Daraufhin beschlossen die Stadt Trossingen und der Landkreis Tuttlingen, sich mit Wirkung zum 31. Dezember 2024 als Gesellschafter aus dem Hohner-Konservatorium zurückzuziehen, so dass Hohner seit 2025 alleiniger Gesellschafter ist.

## Ausbildung
In einer dreijährigen Vollzeitausbildung oder einer sechsjährigen berufsbegleitenden Ausbildung erlernen die Studierenden musikpädagogische und musiktheoretische Grundlagen sowie musikalische und spielerische Kompetenzen in den Bereichen Akkordeon, Mundharmonika, Dirigieren/Orchesterleitung, Steirische Harmonika, Keyboard und Musikbearbeitung u. v. m.
Unabhängig von den Ausbildungsgängen gibt es Workshops, Vorträge, musikalischen Veranstaltungen, zertifizierende Weiterbildungen und Online-Angebote.

## Schulleiter / Geschäftsführer
- 1935–1963: Hugo Herrmann (Schulleiter)
- 1963–1974: Armin Fett
- 1974–1987: Werner Niehues
- 1988–1992: Wolfgang Layer (Leiter) und Gaby Brändle (Direktorin)
- 1992– ? Arnold Kutzli und Gaby Brändle

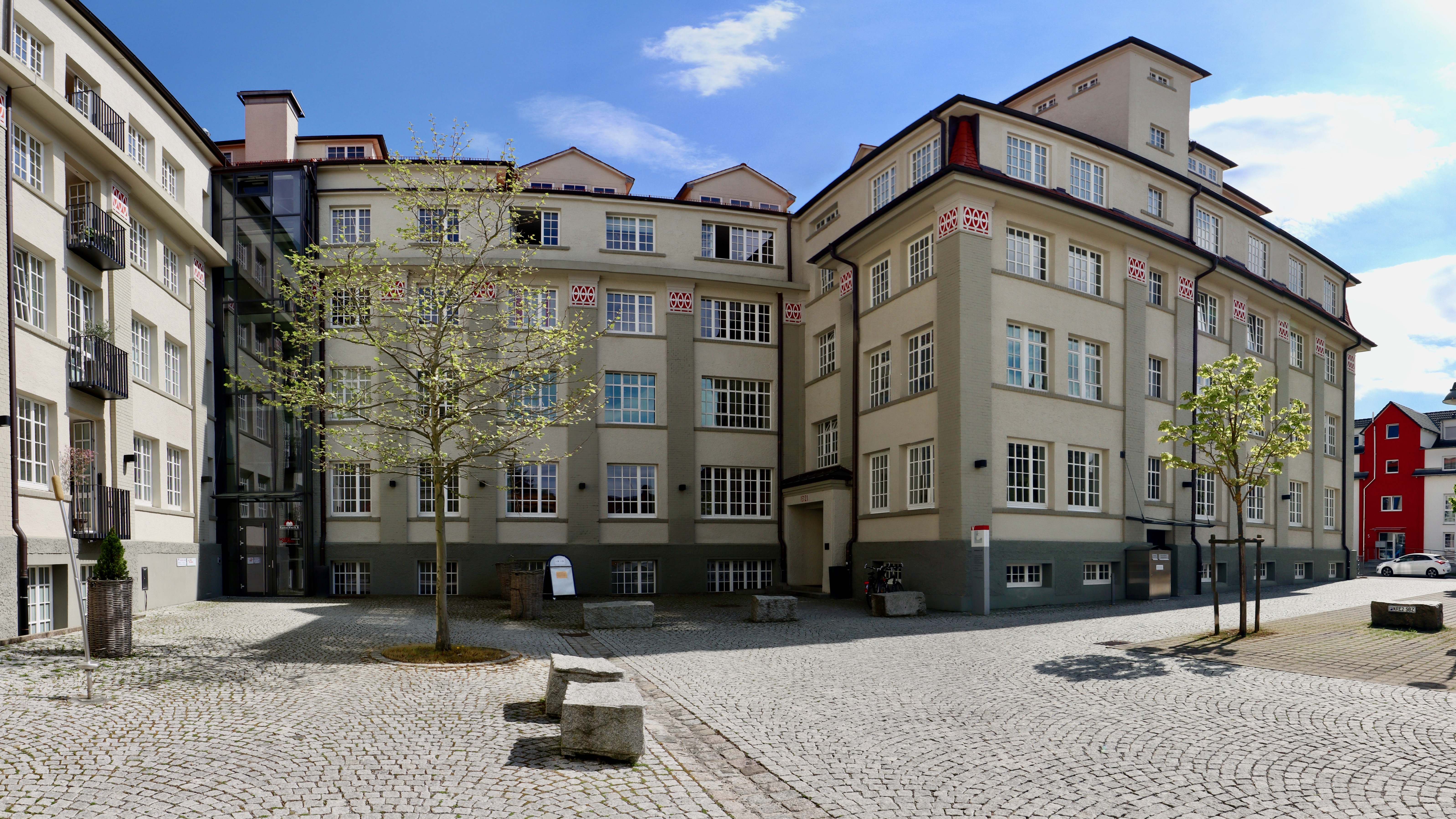
Bau V im Hohner Areal. Heute Heimstatt des Hohner-Konservatoriums

- 2002–2010: Erik Hörenberg[12]
- 2010–2018: Dieter Dörrenbacher[13]
- 2019–2022: Bernhard van Almsick[14]
- seit Herbst 2022 Eric Dann

## Bekannte Lehrer
- Hermann Schittenhelm, ab 1935
- Rudolf Würthner, ab 1939
- Hubert Deuringer
- Helmuth Herold
- Ernst Zacharias
- Tomislav Nedelkovic Baynov, 1992–1997
- Matthias Anton, 2014–2020[15]

## Absolventen
- Kurt Maas (ca. 1962)
- Gottfried Hummel (1994)
- Christine Schmid (1997)

Roger Cicero hat ca. 1987 am Hohner-Konservatorium einige Monate lang Klavier, Gitarre und Gesang gelernt, nicht aber Akkordeon. Es dürfte sich dabei um einen Kurs zur Vorbereitung auf die Bewerbung an Musikhochschulen gehandelt haben.